# Berea în Republica Moldova

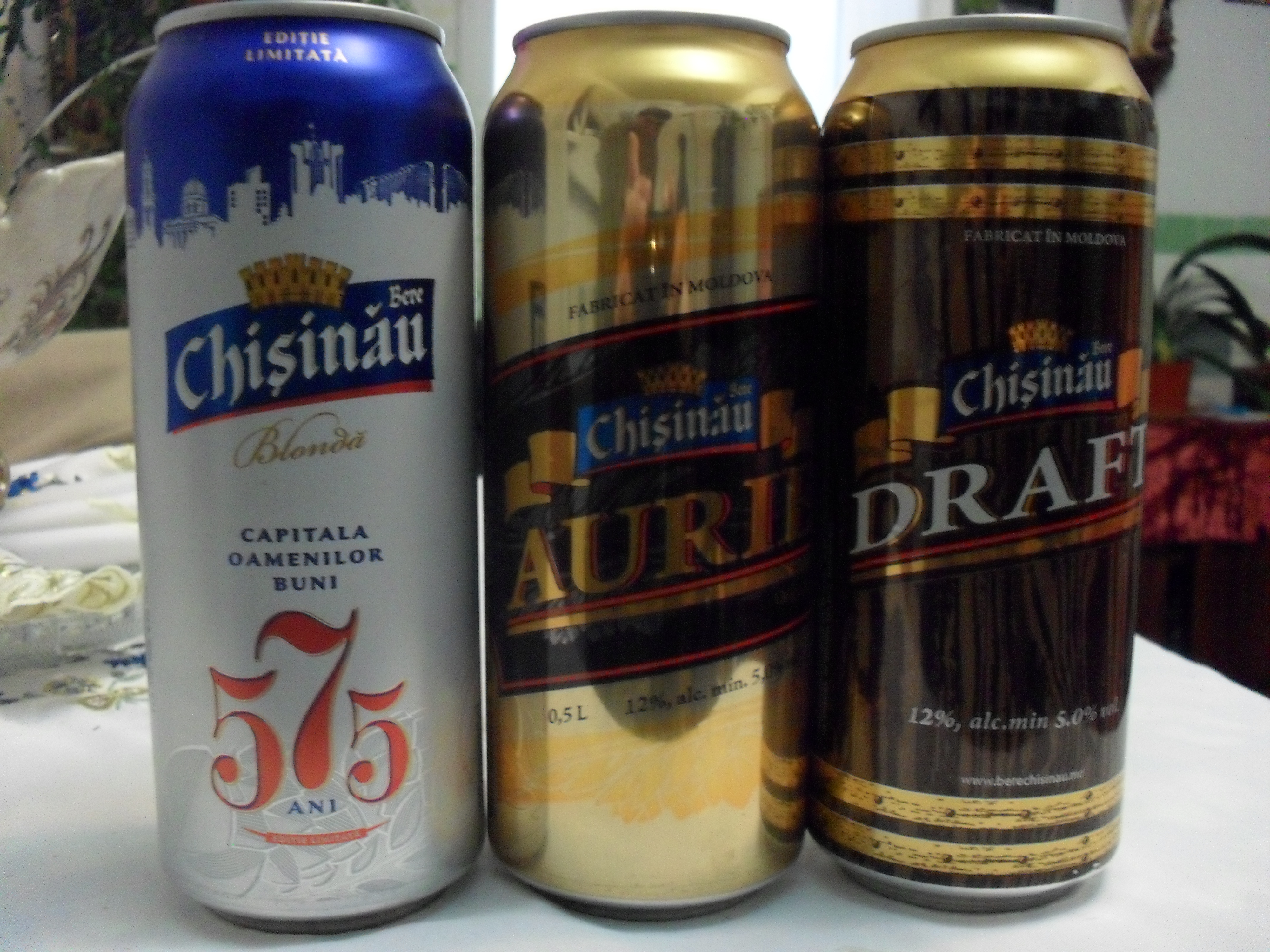
Bere Chișinău

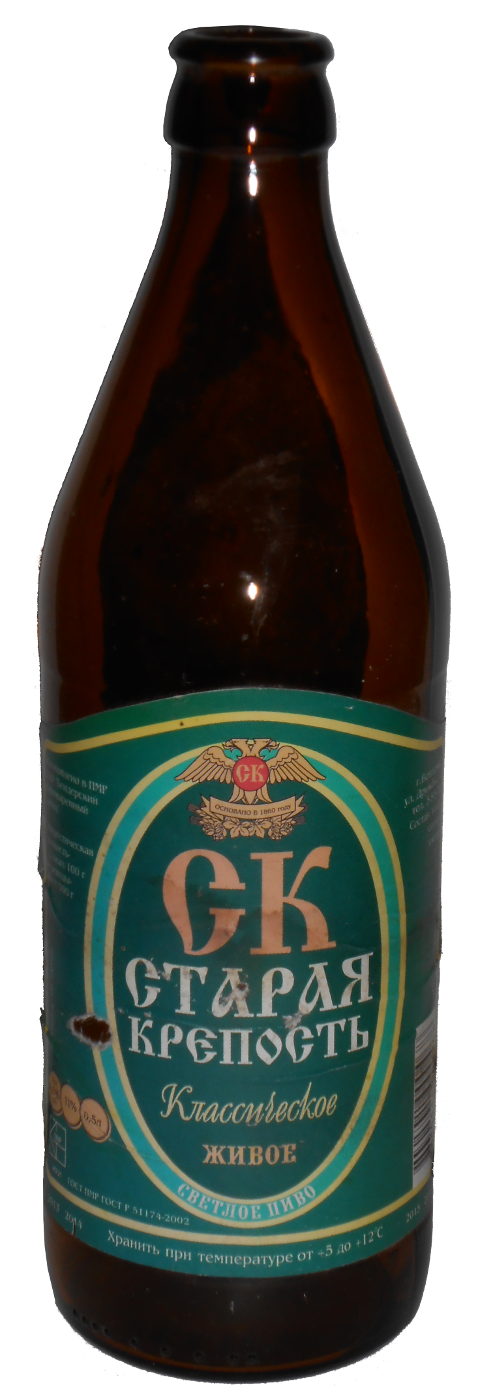
Bere Старая крепость din Transnistria

În Republica Moldova există mai multe fabrici de bere pentru consum intern dar care și exportă bere. De asemenea este importată bere în Republica Moldova. 
Conform Biroului Național de Statistică, în 2021, Republica Moldova a produs 87,9 milioane de litri de bere din malț, din  care 2,8 milioane de litri au fost exportați (946 mii de litri în China, 388 mii de litri în România etc).
În Republica Moldova, în 2021, s-au importat 29,2 milioane de litri de bere, din care  15,18 milioane din Ucraina.
Mărci celebre în Moldova: Chișinău, Orașul Vechi etc.